# دالة حسوبة
الدوال الحَسُوبَة (بالإنجليزية: Computable function)‏ هي المواد الأساسية في دراسة النظرية الحسابية. الدوال حسوبة هي التماثلية الرسمية للفكرة البديهية للخوارزمية.. وهي تستخدم لمناقشة الحسابية دون الإشارة إلى أي نموذج ملموس من الحساب مثل آلات تورنغ أو آلات التسجيل. ورغم ذلك فإن أي تعريف يجب أن يكون له مرجعية لبعض النماذج المحددة من الحساب ولكن كل التعريفات الصحيحة تحقق نفس الدرجة من الوظائف. نماذج معينة من الحاسوبية التي تؤدي إلى مجموعة من الوظائف الحسابية هي دوال تورنغ الحسوبة ودوال المايكرو المتكررة.
قبل التعريف الدقيق للدالة الحسابية، غالباً ما كان يستخدم علماء الرياضيات المصطلح غير الرسمي محسوب بشكل فعّال. لقد أصبح هذا المصطلح منذ ذلك الحين معرّف بالدوال الحسوبة. لاحظ أن الحاسوبية الفعّآلة لهذه الدوال لا تدل على أنه يمكن حسابهم بطريقة فعّآلة (بمعنى: يتم حسابهم في قدر معقول من الوقت). في الحقيقة، بالنسبة لبعض الدوال المحسوبة بشكل فعّال فهي قد تظهر أن أي خوارزمية تقوم بحسابهم سوف لن تكون فعّآلة في إدراك أن الوقت المنصرم من الخوارزمية يزيد باطراد (أو حتى باطراد مضاعف) مع مدة المدخلات. مجالات الحاسوبية العملية والتعقيد الحسابي تدرس الدوال التي قد تكون محسوبة بشكل فعّال.
طبقاً لفرضية تورنغ-الكنيسة، فإن الدوال الحسوبة هم بالضبط الدوال التي من الممكن أن يتم حسابها باستخدام أداة حساب ميكانيكية بفرض وجود كمية غير محدودة من الوقت ومساحة التخزين. بالمقابل، وتنص هذه الفرضية على أن أي دالة التي لها خوارزمية يمكن حسابها. لاحظ أن الخوارزمية في هذا المعنى تُفهم على أنها سلسلة متعاقبه من الخطوات التي يمكن لشخص لديه وقت غير محدود وإمداد غير منتهي من الأقلام والأوراق أن يتبعها.
يمكن استخدام بديهية بلام لتعريف النظرية المجردة للتعقيد الحاسوبي على مجموعة من الدوال الحسوبة. في نظرية التعقيد الحاسوبي، مشكلة تحديد تعقيد الدالة المحسوبة يعرف بمشكلة الدالة.

## التعريف
يمكن تعريف طبقة الدوال الحسوبة بكثير من النماذج المساوية، وتشمل:
- آلات تورنغ
- دوال ماكرو المتكررة
- حسابات لامدا
- آلات المشاركة (الآت تورنغ للمشاركة وآلات وضع العلامات)
- آلات التسجيل

على الرغم من أن هذه النماذج تستخدم تمثيلات مختلفة للدوال، ومدخلاتهم ومخرجاتهم، فإن الترجمات توجد بين أية نموذجين. في بقية هذه المقالة، تستخدم الدوال من الأرقام الطبيعية إلى الأرقام الطبيعية (كما في حالة المثال، دوال ماكرو المتكررة).
كل دالة حسوبة د تأخذ رقم ثابت ومتناهي من الأرقام الطبيعية كوسيط. لأن الدوال تكون جزئية بشكل عام، فقد لا يكونوا معرفين لمُدخل معين، ثم تُعيد رقم طبيعي وحيد كمخرج (هذا المخرج من الممكن تفسيره كقائمة الأرقام باستخدام دالة التزاوج). تسمى هذه الدوال أيضاً الدوال المتكررة بشكل جزئي. في نظرية الحاسوبية، يؤخذ مجال الدالة ليصبح مجموعة كل المدخلات والتي تم تعريف الدالة لأجلها.
الدالة التي تعرف بالنسبة لكل الوسائط المتاحة تدعى مجموع. إذا كانت دالة حسوبة هي مجموع، فهي تدعى دالة مجموع حسوبة أو دالة مجموع متكررة.
الملحوظة د (س1,.......سط) ↓تدل على أن الدالة الجزئية د معرّفة في الوسائط س1,.......سط والملحوظة د (س1,.......سط) = ص تدل على أن د معرّفه في الوسائط س1,.......سط وأن القيمة العائدة هي ص. في حالة أن الدالة د غير معرفه للوسائط س1,.......سط يرمز لها بأن (س1,.......سط) ↑

## صفات الدوال الحسوبة
الصفة الأساسية للدالة الحسوبة هي أنه يجب أن يوجد إجراء متناهي (خواريزم) ليخبرنا كيف يمكننا حساب الدالة. نماذج الحساب المذكورة أعلاه تعطي تفسيرات مختلفة لما يكونه الإجراء وكيف يستخدم، ولكن هذه التفسيرات تشترك في الكثير من الخصائص. حقيقة أن هذه النماذج تعطي طبقات متساوية لمنبع الدوال الحسوبة من حقيقة أن كل نموذج قادر على قراءة ومحاكاة إجراء ما لأي من النماذج الأخرى، مثل المحوّل البرمجي فهو قادر على قراءة التعليمات بلغة كومبيوتر واحدة ويقذف بالتعليمات في لغة أخرى.
إندرتون [1977] يعطي الخصائص التالية للإجراء لحساب دالة حسوبة، وقد منحت صفات مشابهة عن طريق تورنغ [1936] روجرز [1967] وغيرهم.
ولذلك فإن كل دالة حسوبة يجب أن يكون لديها برنامج متناهي والذي يصف بالكامل كيف سيتم حساب الدالة. من الممكن أن نحسب الدالة ببساطة باتباع التعليمات التالية، لي مطلوب التخمين أو التبصر.
- إذا كان الإجراء معطى ط-توبل س في المجال د ثم بعد عدد معين من الخطوات المنفصلة فيجب على الإجراء أن ينتهي وينتج د (س).

وبشكل بديهي، فإن الإجراء يتقدم خطوة بخطوة، بقاعدة معينة من لتغطية ما تفعله في كل خطوة من الحساب. يمكن تنفيذ العديد من الخطوات قبل عودة قيمة الدالة.
- إذا كان الإجراء معطى ط-توبل س وهو ليس في المجال د، ثم قد تستمر الإجراءات إلى الأبد، ولا تتوقف. أو قد تلتصق ببعض النقاط، ولكنها لا يجب أن تتظاهر إنتاج قيمة من د عند س.

وهكذا إذا وجدنا أي قيمة د (س) فيجب أن تكون هي القيمة الصحيحة، ليس من الضروري لموظف الحساب أن يميز النتائج الصحيحة من الغير صحيحة لأن الإجراء دائماً يكون صحيحاً عندما يأتي بنتيجة.
يستمر إندرتون بسرد توضيحات مختلفة لهذه المتطلبات للإجراء لدالة قابلة للحساب:
- الإجراء يجب أن يعمل نظرياً للمناقشات الكبيرة بشكل تعسفي. من غير المفترض أن المناقشات أصغر من حجم الذرات على الأرض، مثلاً.
- يتطلب الإجراء التوقف بعد العديد من الخطوات المتناهية حتى ينتج مخرج، ولكنه قد يأخذ بشكل تعسفي الكثير من الخطوات قبل التوقف. لم نفترض حد للوقت.
- على الرغم من أن الإجراء قد يستخدم فقط كمية متناهية من مساحة التخزين أثناء عملية حسابية ناجحة، وهكذا لا توجد حدود على كمية المساحة المستخدمة. من المفترض أن مساحة التخزين يمكن أن تمنح للإجراءات حينما يتطلب الإجراء.

## المجموعات والعلاقات الحسابية
المجموعة «أ» من الأعداد الطبيعية تسمى حسوبة(المرادف: حروف متشابهة، يمكن تقريره) إذا كانت هناك دالة مجموع حسوبة د والتي هي لأي رقم طبيعي ر، د (ر)=خ1، إذا كانت ر في «أ» ود (ر) =0 إذا كانت ر غير موجوده في أ.
تسمى مجموعة من الأرقام الطبيعية متعددة حسابياً (المرادف: متعددة بشكل متكرر، شبه حاسم) إذا كان هناك دالة حسوبة د والتي بالنسبة لكل رقم ر، د (ر) تعرف عندما وفقط عندما تكون ر في داخل المجموعة. وهكذا تكون المجموعة متعددة حسابياً عندما وفقط عندما تكون هي مجال بعض الدوال الحسوبة. تستخدم كلمة متعددة لأن التالي مكافئ للمجموعة الفرعية الغير خالية ب من الأرقام الطبيعية:
- تعتبر ب هي مجال الدالة الحسوبة
- تعتبر ب هي مدى الدالة الحسوبة الكلية. إذا كانت ب غير منتهية فتكون الدالة يمكن افتراض أنها دخيلة.

إذا كانت مجموعة ب هي المدى للدالة د إذاً فإن الدالة يمكن رؤيتها تعدد من ب، لأن القائمة د (0)، د (1)........ سوف تشمل كل عنصر من ب.
لأن كل علاقة منتهاه في الأرقام الطبيعية يمكن تعريفها بمجموعة مطابقة من السلاسل المتعاقبة من الأرقام الطبيعية، مفاهيم العلاقة الحسابية والعلاقة المتعددة حسابياً يمكن تعريفهم من المجموعات المتناظرة معها.

## اللغات الرسمية
طبقاً للنظرية الحاسوبية في علوم الكومبيوتر، من الشائع أن تراعي اللغات الرسمية. يعتبر الحرف مجموعة تعسفية. تعتبر كلمة في حرف سلسلة متناهيه من الرموز من الحروف، وقد يستخدم نفس الرمز أكثر من مرة. على سبيل المثال، الحروف الثنائية هي تماماً الكلملت بالحروف {0,1}. اللغة هي مجموعة ثانوية من مجموع كل الكلمات في حرف ثابت. على سبيل المثال، مجموع كل الحروف الثنائية والذي يحتوي بالضبط على ثلاثة حروف هي لغة فوق الحروف الثنائية.
أهم خصائص اللغة الرسمية هي مستوى الصعوبة المطلوب لنقرر ما إذا كانت كلمة معينة موجودة في اللغة. يجب تطوير بعض أنظمة التكويد أو الترميز لتسمح لدالة حسوبة بأن تأخذ كلمة تعسفية في اللغة كمدخل، وهذا في الغالب يعتبر روتيناً. تسمى اللغة حسوبة (مرادف: متكررة، حاسمه) إذا كان هناك دالة حسوبة د والتي تكون لكل كلمة ت فوق الحرف، د (ت)=1إذا كانت الكلمة موجودة في اللغة ود (ت)=0 إذا لم تكن الكلمة موجودة في اللغة. وهكذا، تحسب اللغة فقط في حالة أنه يوجد إجراء قادر على إخبارنا بشكل صحيح عن ما إذا كانت الكلمات التعسفية موجودة في اللغة.
تكون اللغة متعددة حسابياً (مرادف: متعددة بشكل متكرر، شبه حاسمة) إذا كانت توجد دالة حسوبةد مثل هذه د (ت) تكون معرفة عندما وفقط عندما تكون الكلمة ت موجودة في اللغة. المصطلح متعددة له نفس علم الكلمة كما في مجموعة متعددة حسابياً من الأعداد الطبيعية.

## أمثلة
الدوال التالية حسوبة:
- كل دالة لها مجال متناهي، مثل: أي ترتيب متناهي للأعداد الطبيعية.
- كل دالة ثابتة د: رط← ر، د (ر1......رط) = ر
- بالإضافة إلى د: ر2← ر، د (ر1 +ر2) = ر1 +ر2
- الدالة التي تعطي قائمة بالعناصر الأولية للرقم
- أعظم تقسيم شائع لرقمين هو الدالة الحسوبة
- هوية بيزوت، معادلة ديوفانتين الخطية

لو كانت د وق حسابيتين، إذاً فهم: د + ق، د * ق، إذا كانت د هي الأعداد الأحادية، أقصاها (د، ق) أدناها (د، ق) ووسيط أعظم {ع>= د (س)} والمزيد من الاتحادات.
الأمثلة التالية توضح أن الدالة قد تكون حسوبة من خلال أنها قد تكون غير معروفة أي خوارزمي هو المناسب لها.
- الدالة د حيث د (ر) = 1 إذا كان هناك تتابع لخمسات ر المتتالية في الدالة العشرية المتوسعة في ط، ود (ر) = 0 وغير ذلك فهو حسابي. (الدالة د إما أن تكون ثابتة على دالة 1، وهو حسابي، ومن المعروف، أو غير ذلك هو ط مثل د (ر) = 1 إذا كانت ر<ط ود (ر) = 0 إذا كانت ر<= ط. كل دالة كهذه تعتبر حسوبة. من غير المعروف ما إذا كان هناك أمد طويل متعسف من الخمسات في التوسع العشري من باي، حيث أننا لا نعلم أي من هذه الدوال هي د.

ومع ذلك، نعلم أن الدالة د يجب أن تكون حسوبة)
- كل قطاع متناهي من التسلسل الغير حسابي للأعداد الطبيعية (مثل دالة البوزي بيفور∑) يكون حسابياً. مثال: لكل رقم طبيعي ر، توجد خوارزمية والتي تحسب الترتيب المنتهي 0∑، 1∑، 3∑... (ر) ∑

فيما يتناقض مع الحقيقة التي تقول أنه لا يوجد خوارزمية لحساب الترتيب الكامل، ترتيب∑، بمعنى: (ر) ∑ لجمع قيم (ر). وبالتالي، فإن طباعة 0، 1، 4، 6، 13 هي خوارزمية عادية لحساب 0∑، 1∑، 3∑،4∑، وبالمثل لأي قيمة معطاة من ر، توجد خوارزمية عادية مثل هذه (رغم ذلك قد لا يعرف بوجودها أحد ولا يستخدمها أحد) لحساب 0∑، 1∑، 3∑... (ر) ∑

## فرضية تورنغ – تشرتش
تنص فرضية تورنغ-تشرتش على أن أي دالة يمكن حسابها من إجراء يحصل على الثلاثة خصائص المذكورة بالأعلى فهي دالة حسوبة. لأن هذه الخصائص الثلاث ليسوا منصوص عليهم بشكل رسمي، فلا يمكننا إثبات فرضية تشرتش-تورنغ. الحقائق التالية غالباً ما تؤخذ دليلا على هذه الفرضية:
- العديد من النماذج المكآفأه للحساب معروفة، وجميعهم يقدمون نفس التعريف للدالة الحسوبة (أو نسخة أضعف في بعض الحالات).
- لا يوجد نوذج أقوى للحساب والذي يعتبر بشكل عام جهاز حساب فعّال تم اقتراحه.

تستخدم فرضية تشرتش-تورنغ أحياناً في إثبات استيفاء أن دالة معينة قابلة للحساب عن طريق منحها وصف ملموس لإجراءات الحسوبة.

## الدوال غير القابلة للحسب والمشاكل غير القابلة للحل
كل دالة حسوبة لها إجراءات متناهيه لتعطي تعليمات واضحة وصريحة عن كيفية حسابها. علاوة على ذلك، هذه الأجراءات يجب أن ترمز في الأبجدية المتناهية المستخدمة في النموذج الحاسوبي، لذلك فهناك فقط دوال عديدة قابلة للحسب. على سبيل المثال، قد تكون الدوال مرمزة باستخدام سلسلة من الأجزاء (الأبجدية={1,0} ∑).
الأرقام الحقيقية لا تعد لذلك فمعظم الأرقام الحقيقية ليست حسوبة. مجموعة الدوال المنتهاة في الأعداد الطبيعية غير معدودة لذلك معظمها ليست حسوبة. أمثلة ملموسة على هذه الدوال مثل بوزي بايفر، تعقيد كولموجوروف أو أي دالة تكون مخرجاتها أرقام غير حسوبة مثل ثابت تشيتيني.
وبالمثل، معظم المجموعات الثانوية من الأرقام الطبيعية ليست حسوبة. كانت مشكلة التوقف هي الأولى في إنشاءها. مشكلة إنستشيدانجز، المقترحة من دافيد هيلبرت، حيث سأل إذا ما كان هناك إجراء فعال لتحديد أي من البيانات الرياضية صحيحة (المرمزه كأرقام طبيعية). تورنغ والكنيسة أظهرت بشكل مستقل في الثلاثينات أن هذه المجموعة من الأعداد الطبيعية ليست حسوبة. طبقاً لفرضية تورنغ-الكنيسة، لا توجد إجراءات فعالة (باستخدام الخوارزميه) يمكنها عمل هذه الحسابات.

## امتدادات الحاسوبية

### الحاسوبية النسبية
فكرة حاسوبية الدالة هذه يمكن أن تكون نسبية لمجموعة تعسفية من الأرقام الطبيعية «أ»
الدالة د تعرف على أنها حسوبة في «أ» (ويساوي: أ" –الحسابي، أو نسبي بالنسبة إلى «أ») عندما ترضي التعريف الخاص بالدالة الحاسوبية مع المعدلات التي تسمح بالوصول إلى «أ» كأوراكل. طبقاً لمفهوم الدالة الحسوبة يمكن إعطاء الدالة الحسوبة النسبية تعريفات مساويه على العديد من النماذج المختلفة للحساب. وهذا عادةً ينفذ عن طريق إلحاق نموذج الحساب بعمليات أصلية إضافية والتي تسأل ما إذا كان عدد صحيح معين هو عنصر في «أ». يمكننا أيضاً الحديث عن د وكونها حسوبة في ت عن طريق تعريف ت برسمها البياني.

### نظرية العودة الأعلى
نظرية العلم الفوق راضي تدرس هذه المجموعات التي يمكن حسابها من عدد حسابي ترتيبي من إعادات قفز تورنغ من المجموعة الخالية. هذا يكافئ المجموعات المعرفة عن طريق كلاً من المعادلات العامة والوجودية في اللغة من الأمر الثاني الحسابي ولبعض النماذج من الفوق كومبيوتر. لجعلها أكثر شمولية فإن نظريات العودة يتم تدريسها، مثل نظرية التواتر الإلكتروني والتي أي مجموعة بها يمكن استخدامها كوسيط لدالة التواتر الإلكتروني.

### الحوسبة الفائقة
على الرغم من أن فرضية الكنيسة- تورنغ ذكرت أن الدوال الحسوبة تشمل كل الدوال مع الخوارزمي، فمن المحتمل أن نعتبر الطبقات الواسعة من الدوال والتي تريح المتطلبات التي يجب أن تحصلها الخوارزمية. إن مجال الفوق حاسوبية يدرس نماذج من الحساب والتي تتخطى حساب تورنغ الطبيعي. هذا لا يخرق فرضية الكنيسة –تورنغ حيث أنهم يسمحون بالعمليات التي، إذا حدث أو لم يحدث تطبيقهم بجهاز فيزيائي، لا يمكن آدائوها بعمل البشر عن طريق قلم وورقة.